# Mikael Rauno Lindholm
 Der er for få eller ingen kildehenvisninger i denne artikel, hvilket er et problem. Du kan hjælpe ved at angive troværdige kilder til de påstande, som fremføres i artiklen.

Mikael Rauno Lindholm (født 26. august 1961 i Stockholm) er en finlandssvensk forfatter og tidligere journalist og chefredaktør. Han har skrevet såvel faglitterære som skønlitterære bøger. Ud over sit forfatterskab har han i sit virke som rådgiver og tidligere som journalist og redaktør fokuseret på emner som innovation, ledelse og vilkår for erhvervs- og samfundsudvikling.

## Karriere
- Forfatter, Falco, Frydenlund, Mofibo, HarperCollins, Politikens Forlag, People's Press, Gyldendal, Børsens Forlag, Aschehoug, Samfundslitteratur (1998-).
- Soft Talk Kommunikation, manager (2019-)
- Huset Zornig, partner (2012-2019)
- Innovation Inside, direktør (2008-2019)
- Computerworld, chefredaktør (2006-2008)
- Huset Mandag Morgen, redaktør og udviklingsdirektør (2004-2006)
- Børsens Nyhedsmagasin, chefredaktør (1999-2003, fra 2002 Berlingske Tidendes Nyhedsmagasin)
- Dagbladet Børsen, redaktionschef (1996-1999)
- Ugebrevet Mandag Morgen, redaktionschef (1994-1995) og journalist (1991-1993)
- Dagbladet Information, korrespondent i Washington, D.C og erhvervsjournalist (1991-1992)
- Danmarks Journalisthøjskole, journalistuddannelse (1986-1990)
- A.P. Møller-Mærsk España, Executive Assistant (1985-1986)
- A.P. Moller Shipping Academy, shippinguddannelse (1980-1984)